# Auberge de l'Œuf dur et du Commerce
 (juin 2009).
L'auberge de l'Œuf dur et du Commerce est un ancien établissement hôtelier situé dans la commune de Saint-Cyr-sur-Morin, dans le département de Seine-et-Marne.

## Historique
Maison créée en 1760, elle a été très fréquentée au début du XXe siècle. Julien Callé, garçon de café au cabaret montmartrois Le Zut devient propriétaire des lieux vers 1903. La bande du Lapin Agile, dont Roland Dorgelès et Francis Carco, fréquente régulièrement cette auberge où l'on verra aussi Pierre Mac Orlan, Maurice Sauvayre et Maurice Asselin. Elle débarque du train venant de Paris à la gare de Saint-Cyr-sur-Morin, et organise l'« attaque du train par les Apaches », surnom de cette faune montmartroise. Frédéric Gérard, dit Frédé, propriétaire du Lapin Agile posséda une habitation dans un hameau voisin.
L'auberge est ainsi présentée sur une « carte rigoureusement personnelle que l'on doit garder soigneusement » :

« Société des Grands Hôtels Borgnes

Prix très modérés

Dîners, Déjeuners et Soupers en tout genres et autrement. Chambres, garnies, meublées on non. Salons pour Enterrement de Vie de Garçons. Réveillons ou Banquets. Repas de chasse. Five O'clock Teas.

Consommations de premier choix.

Liqueurs de Marque. Alcools de Pays lointains. Stupéfiants. Spécialité de Cocktails.

Vue splendide sur le Morin et les Forêts de la Brie. Jeux divers et Bains froids. Arts, lettres, sports et Sciences Occultes.

La Maison étant en pleine campagne n'a pas de téléphone. Écrire si possible ou télégraphier la veille.

Nota Bene. Un croissant sera offert gracieusement à tout consommateur jusqu'au jour de la déclaration de faillite. »

L'entrée en guerre de la France en 1914 amena la fermeture de l'établissement. Le bâtiment, aujourd'hui résidence privée, possède encore des façades rappelant le souvenir de l'auberge. On peut encore voir l'enseigne en bois polychrome de l'Œuf dur, représentant une femme légèrement vêtue, rappelant les fantaisies des habitués.

### Et le soleil s'endormit sur l'Adriatique
Frédéric Gérard, dit Frédé, avant de devenir propriétaire du Lapin Agile, était marchand ambulant et à travers Montmartre vantait sa marchandise accompagné de son âne fidèle, Lolo. L'âge venu, il trouva refuge dans la propriété que son maître avait achetée à Saint-Cyr-sur-Morin. Il vivait là, tranquille, jusqu'au jour où on le repêcha dans le Petit Morin. Lolo était une vedette. En 1910, Roland Dorgelès et une partie des habitués du Lapin Agile décident de ridiculiser certains critiques d'art. On installe une toile vierge près du postérieur de Lolo, on lui attache à la queue un pinceau que l'on trempe dans la peinture. L'âne, en remuant sa queue laisse des traces sur la toile. Le tableau appelé Et le soleil s'endormit sur l'Adriatique est exposé au Salon des indépendants avec la signature d'un peintre italien, Joachim-Raphaël Boronali, anagramme d'Aliboron. Plus tard Roland Dorgelès révèlera la supercherie.